# Bod zakouření
Bod zakouření je jednou z charakteristik olejů souvisejících s jejich tepelnou stabilitou. Vyjadřuje u postupně zahřívaného oleje teplotu, při které se začne objevovat okem postřehnutelný dým. Někdy bývá bod zakouření nazýván kouřovým bodem. Jedná se o laický, nesprávný a doslovný překlad anglického výrazu „smoke point“.
Bod zakouření je vlastností druhu oleje, ale i způsobu jeho zpracování a rafinace, proto se mohou údaje o bodech zakouření jednotlivých olejů v různých literárních pramenech i výrazně lišit. Oleje lisované za studena mají nižší bod zakouření než oleje rafinované. Je to dáno tím, že některé složky v olejích lisovaných za studena se začínají rozkládat při nižších teplotách. Proto je vhodné za studena lisované oleje používat spíše v rámci studené kuchyně. Podobně mají nižší bod zakouření hůře rafinované oleje. Bod zakouření snižuje například vyšší obsah volných mastných kyselin.
Bod zakouření není jediným kritériem pro výběr tuků v teplé kuchyni. Další důležitou charakteristikou oleje je oxidační stabilita. Ta přímo s bodem zakouření nesouvisí. Pokud chceme používat olej na smažení (zvláště opakované či fritování), je třeba sledovat hlavně složení mastných kyselin. Čím více polynenasycených mastných kyselin olej obsahuje, tím méně se hodí na smažení.

## Body zakouření různých olejů a tuků
| Olej                                             | Úprava                            | Bod zakouření |
| ------------------------------------------------ | --------------------------------- | ------------- |
| Avokádový olej                                   | Rafinovaný                        | 270 °C        |
| Bavlníkový olej                                  | Rafinovaný                        | 220–230 °C    |
| Horčičný olej                                    |                                   | 250 °C        |
| Hovězí lůj                                       |                                   | 250 °C        |
| Kokosový tuk                                     | Rafinovaný                        | 204 °C        |
| Kokosový tuk                                     | Lisovaný za studena               | 177 °C        |
| Kukuřičný olej                                   |                                   | 230–238 °C    |
| Kukuřičný olej                                   | Nerafinovaný                      | 178 °C        |
| Lněný olej                                       | Nerafinovaný                      | 107 °C        |
| Mandlový olej                                    |                                   | 221 °C        |
| Máslo                                            |                                   | 150 °C        |
| Máslo                                            | Přepuštěné                        | 250 °C        |
| Olej z hroznových jader                          |                                   | 216 °C        |
| Olej z pekanových ořechů                         |                                   | 243 °C        |
| Olivový olej                                     | Rafinovaný                        | 199–243 °C    |
| Olivový olej                                     | Extra panenský                    | 160–210 °C    |
| Palmový olej                                     | Frakcionovaný                     | 235 °C        |
| Podzemnicový olej                                | Rafinovaný                        | 229–232 °C    |
| Podzemnicový olej                                | Nerafinovaný                      | 160 °C        |
| Rýžový olej                                      | Rafinovaný                        | 232 °C        |
| Řepkový olej                                     |                                   | 220–230 °C    |
| Řepkový olej                                     | Nerafinovaný                      | 107 °C        |
| Sádlo                                            |                                   | 190 °C        |
| Sezamový olej                                    | Rafinovaný                        | 266 °C        |
| Sezamový olej                                    | Nerafinovaný                      | 177 °C        |
| Slunečnicový olej                                | Rafinovaný, zbavený vosků         | 252–254 °C    |
| Slunečnicový olej                                | Nerafinovaný, lisovaný za studena | 107 °C        |
| Slunečnicový olej, vysoký obsah kyseliny olejové | Rafinovaný                        | 232 °C        |
| Slunečnicový olej, vysoký obsah kyseliny olejové | Nerafinovaný                      | 160 °C        |
| Sójový olej                                      |                                   | 234 °C        |
| Světlicový olej                                  | Nerafinovaný                      | 107 °C        |
| Světlicový olej                                  | Rafinovaný                        | 266 °C        |